# ウィップ (KOF)
ウィップ（Whip）は、SNK（SNKプレイモア）の対戦型格闘ゲーム『ザ・キング・オブ・ファイターズ』シリーズに登場する架空の人物。担当声優は菊池志穂。

## キャラクターの設定
『ザ・キング・オブ・ファイターズ』（以下『KOF』と表記）シリーズの第6作目である『KOF'99』（以下『'99』と表記）より登場したハイデルン指揮下の諜報部隊「アックス小隊」の新人で、怒チームに転属してきた傭兵。階級は不明だが、怒チームのメンバー全員に対して敬礼をする。
「ウィップ」は本名ではなくコードネームであり、怒チームに来てからクラークが付けたもの。他にもラルフが「ムチ子」というあだ名で呼んでいるが、本人はそう呼ばれるのを嫌がっており、呼び名を改めようとしないラルフと子供のような小競り合いを繰り返している。怒チームに転属してくる前のアックス小隊時代は「Sally（＝出撃）」というコードネームで呼ばれていた。
正体は、秘密結社ネスツにより造られたK'の死んだ実姉のクローン（嬉野秋彦著の小説『The King Of Fighters 2001 -The Gods Themselves』より）とされている。なお、同作者による一連の小説は作者の創作色が濃いが、作者本人があとがきにて「ウィップに関してゲーム本編で出なかった設定をSNKの人に聞いたため、内容に盛り込んだ」と語っている（それが上記の設定であると明言はされていないが、他にウィップに関する設定面の新情報は出ていない）。
- 小説の設定では、ウィップはネスツのクローン人間技術の実用第1号と言える存在となっている。彼女の成功を元にクリザリッドやK9999などのクローン人間が作られていくことになる。
- ネスツ内での名前は「セーラ」。ネスツの幹部クラスの人間もこの名前で呼ぶ。実はオリジナルである死んだK'の姉の本名で、前述した「サリー」(SALLY) は「セーラ」(SARAH) の愛称でもある。

年齢が16歳とされているが、開発者のインタビューでは「16歳と言う年齢はあくまで傭兵部隊入隊の際に本人が自己申告したものであり、アックス小隊でもハイデルンの部隊でもその真偽を探るようなことはしなかった」という説明がされている。別の理由としては小説版でウィップ本人が語ったところによると、最も身体能力が高いとされる年齢（16歳）に達するようにタイミングを見計らって培養機器から出されたため。弟であるK'が16〜18歳であるのに対して、ウィップが16歳と年齢的に矛盾しているのは、彼女が姉本人ではなく、そのクローンだからである。
50口径ハンドガン「デザートイーグル」を片手で扱い、革製の特製鞭「ウッドドゥ」（その名はアニメ『デビルマン』に登場した妖獣に由来する）を軽々と振るう所から、科学と訓練により高められた身体能力の高さが見て取れる。
なお、格闘大会のKOFにおいてデザートイーグルなどの銃火器の使用は反則となるが、特に問題視されている様子はない（殺傷力のない特殊なショック弾を使用しているとされる）。小説版では威嚇の空砲と説明されているが、試合ではないネスツとの戦闘では実弾を使用しており、クリザリッドに止めを刺したりもしている。『KOF2002』（以下『2002』と表記）では、さらに強力な拳銃スーパーブラックホークを使用する。
砂色の軍服の上から同色のケープ状の付け襟をしており、右二の腕と左太腿には軍服の上から金色のリングを嵌めている。普段は付け襟で隠すようにした両肩裏のホルダーにウッドドゥとデザートイーグルを携帯しており、登場デモなどで背中から武器を取り出す様子を確認できる。また、耳にはハートの形をした小型爆弾のイヤリング、左手首には柔軟性の高い素材で作られたナイフをリング状に丸めてブレスレットとして装着している。
『KOF2000』（以下『2000』と表記）のエンディングにおいて、ネスツ基地の崩落に巻き込まれる形で行方不明となる。しかし、これはK'に同行して自分の目的を果たすためにハイデルンの元を離れるための偽装であり、ハイデルンもそれには気づいているがあえて言及していない。K'と行動をともにしている間も、KOFに出場して申し訳なさそうな仕草を見せながらも、ラルフ達と顔をあわせていた。ネスツ壊滅後はハイデルンの傭兵部隊に戻っている。
『KOF XIV』（以下『XIV』と表記）では当初は怒チームおよびK'チームのエンディングに姿を見せるだけだったが、後にDLCキャラクターとして参戦している。
『SNK GALS' FIGHTERS』のエンディングでは、優勝賞品として「どんな願いでも一つだけ願いを叶える」という「Kの御札」を手に入れ、自分に掛かっている暗示を解いて自身の正体を思い出せるようにして欲しいと頼むも、意思を持つ「Kの御札」がその願いを叶えようとどこかへ連絡した結果、「本編に影響が出るから一・二年待ってほしい」と断られるといったメタネタになっている。
『Days of Memories 〜僕と彼女と古都の恋〜』では、主人公の担任教師として登場。過去に女優だったエピソードが付け加えられている。

## 技の解説

### 通常投げ
アルファ
『'99』と『2002』のみ使用する通常投げ。相手を引き寄せて、ヒップアタックを喰らわせる。
ツェット
『'99』〜『KOF XI』（以下『XI』と表記）までの通常投げ。相手の首に鞭を引っ掛けて、背負い投げを仕掛ける。「アルファ」を使用しない作品では、仕掛けるボタンによって投げる方向を変えることが可能。
ストライクスリー
『XIV』での通常投げ。相手の胸倉を掴んで足払いでバランスを崩させたあと、鞭で足元を払い浮いた相手を更に鞭で地面に叩き付ける三段攻撃。
アサシン・トラップ
『XIV』での通常投げ。相手の足に鞭を絡ませて引き倒し、倒れた相手をジャンプで跳び越しつつ鞭での追撃を加える。

### 特殊技
ウィップショット
前方に鞭を振り回す。5回まで連続入力が可能。最後の1段がキャンセル可能になっている作品もある。
スパイラルピック
『KOF 2003』（以下『2003』と表記）のみ使用する空中ふっとばし攻撃。
タロンショット
『XIV』で追加。低い姿勢から地面に垂らした鞭を振り上げて前方を攻撃する（『XI』までの遠距離立ち弱パンチと同じ動作）。

### 必殺技
ブーメランショット "コード：SC"
斜め上に鞭を振り相手を打ち上げた後、二撃目の鞭で相手を絡め取り地面に叩きつける技。SCは「Shark Casting」の略で、動作が何かを吊り上げる様子に似ていることから名付けられた。
アサシンストライク "コード：BB"
鞭を真上の何かに引っ掛けて飛び上がり、画面外から落下して踏み潰す技。飛び上がる時にも攻撃判定がある。ボタン入力で画面のどの辺りに落下してくるかを調節できる。BBは「Beach Boys」の略。
フックショット "コード：風"
空中で鞭を画面外の何かに引っ掛け、ぶら下がりながら振り子のように蹴りを入れる技。
通称ターザンキック。
フックショット "コード：旋"
『XIV』ではこの技に差し替えられている。画面外に引っ掛けた鞭を引っ張り、その勢いで軽く跳び上がる移動技。

ストリングスショット タイプA "コード：優越"
鞭を上から振り下ろして相手に巻きつけた後、飛び上がり、上から踏み潰す技。しゃがみガード不能の中段攻撃。
ストリングスショット タイプB "コード：力"
二撃の鞭で相手を引き寄せる。ヒット後は追撃が可能。
ストリングスショット タイプC "コード：勝利"
振った鞭で相手の足を取って転ばし、引き寄せた後、高笑いしながら何度も踏みつける技。立ちガード不能の下段判定。
HIT数が多く、ダメージも3種類の中で一番大きい。
ストリングスショット タイプD "コード：アメ"
ストリングスショット系の技を途中でやめる技。一度構えるとこの技で中断しない限り必ず技が出てしまうので、フェイントと言うよりも隙を生まないための技である。
デザートイーグル
背中から銃を取り出し、足元を射撃する技。何度も撃っていると、途中でリロードの動作が入る。『2000』でのみ削除されていた。
海外版では銃の演出が削除されており、火薬玉を地面に叩きつけるものに変更されている。
クレセントスワッター "コード：FS"
初出は『XIV』。一瞬身構えてから勢いよく鞭を振り下ろし、相手を地面に叩きつける。飛び道具に合わせた場合、球状に圧縮した空気の弾に変えて跳ね返す。

### 超必殺技
ソニックスローター "コード：KW"
鞭を高速で何度も振り回し、相手を滅多打ちにしてから吹き飛ばす技。MAX版は最後の吹き飛ばしが「ブーメランショット」と同じく片膝を付いて鞭を振るう動作となる。KWは「Kaiser Walz」の略。巻き込まれた相手がウィップの周りを行ったり来たりしてダンスを踊っているように見え、それがコードネームの由来となっている。
射程は短いが、ヒット時は相手を引き込む。インストラクションカードなどで技名のコードネーム部分が省略されることがあるが、基本的に違いはない。『2003』以降のアッシュ編では通常バージョンは後述の"コード：DP"に譲り、KWはリーダー超必殺技としてのみ使用する。
『XIV』では、MAX版のラストが相手を鞭の風圧で真上に打ち上げる演出に変更された。
ソニックスローター "コード：DP"
『2003』から使用する上記の「ソニックスローター」のバリエーション。出だしの鞭での乱舞は"コード：KW"とほぼ同じであるが、その後ナイフ攻撃→鞭で弾くといった連続攻撃になっている。
フォビドゥンエンゲージ "コード：MC"
初出は『KOF2002 UNLIMITED MATCH』。鞭を遠くに飛ばし、当たると「ブーメランショット」で何度も地面に叩きつける。
スーパーブラックホーク
スーパーブラックホークで真正面に射撃する技。
「デザートイーグル」と同じく、海外版では銃を使わない演出に変更されている。
レッドウィップジェノサイド
初出は『XI』。鞭を振り回しながら突進する技。
デストラクションバラージ "コード：YGW"
初出は『XIV』。耳のイヤリングを外し、4つに分割して空中に放り投げ、鞭で振り払って爆発させる。
ディプラビティブランディング "コード：FA"
初出は『XIV』。上空に鞭を引っ掛けて、膝を突き上げて斜め上に跳び上がる。ヒット時は空中へ跳ね上げた相手に跳び蹴りを喰らわせた後、首に鞭を絡ませて地面に勢いよく叩きつける。

## 関連人物
- K' - セーラ（オリジナル）の実弟・ネスツ離反仲間
- マキシマ - K'の相棒・ネスツ離反仲間
- クーラ・ダイアモンド - 自身とK'の妹分・ネスツ離反仲間
- ラルフ・ジョーンズ - 上司
- クラーク・スティル - 上司
- レオナ - 同僚
- ハイデルン - 上司
- 麟 - 『KOF 2001』でのチームメイト
- クリザリッド - K'のクローン人間・弟だと思い込まされていた相手